# هيو كينيدي (سياسي أمريكي)
هيو كينيدي (بالإنجليزية: Hugh Kennedy)‏ هو سياسي أمريكي، ولد في 21 مارس 1865، وتوفي في 5 مايو 1865. حزبياً، نشط في الحزب الديمقراطي. وقد انتخب عمدة نيو أورلينز ‏.